# Грибов, Владимир Матвеевич
Владимир Матвеевич Грибов (29 августа [11 сентября] 1909, Цибулёво, Херсонская губерния — 13 июня 1993, Санкт-Петербург) — советский хозяйственный, государственный и политический деятель, Герой Социалистического Труда (1970).

## Биография
Родился 29 августа (11 сентября) 1909 года в селе Цибулёво. Член КПСС.
С 1925 года — на хозяйственной, общественной и политической работе. В 1925—1977 годах — учитель начальных классов, инженер-конструктор конструкторского бюро завода № 212 Наркомата тяжёлой/оборонной/судостроительной промышленности СССР, в партизанском движении в Ленинградской области, конструктор, начальник Ленинградского филиала Специального конструкторского бюро НКСП, директор НИИ-303, Центрального научно-исследовательского института «Электроприбор» Министерства судостроительной промышленности СССР, генеральный директор Ленинградского научно-производственного объединения «Азимут» Минсудпрома СССР.
Указом Президиума Верховного Совета СССР от 30 марта 1970 года присвоено звание Героя Социалистического Труда с вручением ордена Ленина и золотой медали «Серп и Молот».
Лауреат Сталинской премии 2-й степени (1943).
Умер 13 июня 1993 года в Санкт-Петербурге.